# Christophe Lutundula Apala
Christophe Lutundula Apala est un homme politique de la république démocratique du Congo. Il est vice-Premier ministre, ministre des Affaires étrangères et de la Coopération internationale au sein du gouvernement Lukonde,.

## Biographie
Le 26 avril 2021, Christophe Lutundula Apala devient vice-Premier ministre ainsi que ministre des Affaires étrangères et de la Coopération internationale au sein du gouvernement  Lukonde I, sous la présidence de Félix Tshisekedi. Il est reconduit au sein du gouvernement Lukonde II en mars 2023.
Lorsque le gouvernement Suminwa est nommé, il n'en fait pas partie et est remplacé le 13 juin 2024 par Thérèse Kayikwamba Wagner.